# Zeynep Kınacı
Zeynep Kınacı, alias Zilan, (* 10. August 1972 in Elmalı  in der Provinz Malatya; † 30. Juni 1996 in Tunceli) war der Deckname einer Selbstmordattentäterin der Untergrundorganisation Arbeiterpartei Kurdistans (PKK). Sie sprengte sich im Jahre 1996 inmitten einer militärischen „Fahnenfeier“ im Stadtzentrum von Tunceli in die Luft. Bei dem Attentat starben sieben Menschen, 33 weitere wurden verletzt. Für die Tat wird sie von der PKK als Märtyrerin verehrt.

## Leben
Zeynep Kınacı wurde 1972 im Dorf Elmalı bei Malatya geboren. Grund- und Mittelschule besuchte sie in Malatya. Die Berufsfachschule für Gesundheit absolvierte sie in Haydarpaşa. Sie studierte Psychologie an der İnönü Üniversitesi in Malatya und arbeitete als Radiologieassistentin im staatlichen Krankenhaus. Im Jahre 1994 schloss sie sich der PKK an und war ein Jahr für die Organisation in Adana tätig. 1995 ging sie zu den Guerillakräften der ARGK in der Region Tunceli. Am 30. Juni 1996 tötete sie mittels eines Selbstmordattentats während einer Militärparade im Stadtzentrum von Tunceli mindestens sechs türkische Soldaten. Zilan hinterließ nach Darstellung der PKK einen Abschiedsbrief. Dort hieß es:

„Ich möchte der Ausdruck des Freiheitskampfes meines Volkes sein. Gegen die Politik des Imperialismus, die Frau zu versklaven, möchte ich die Bombe an meinem Leib entzünden und gleichzeitig meine ganze Wut zeigen und das Symbol des Widerstandes der kurdischen Frau sein. Mein Lebenswille ist sehr stark. Mein Wunsch ist ein erfülltes Leben durch große Aktion.“

Der Selbstmordanschlag (fedai eylem) wurde auf einer militärischen Schulung der PKK anschließend als „Beispiel für einen gut geplanten militärischen Angriff“ dargestellt. Seither ist sie eine Ikone der PKK, die ihren Anschlag als Beispiel für den „großen Widerstand“ herausstellt und nicht als Selbstmord wertet. So führt die PKK seit 2004 jährlich ein Frauenfestival im Ruhrgebiet durch, das ihren Namen trägt: das Internationale Zilan-Frauenfestival.
Zeynep Kınacı war verheiratet. Ihr Ehemann wurde 1995 verhaftet. Das Ehepaar hatte keine Kinder.